# Guy Carlier
Pour les articles homonymes, voir Carlier.
Guy Carlier, né le 5 juin 1949 à Argenteuil (Val-d'Oise), est un chroniqueur de télévision et de radio français, également écrivain, auteur, interprète de spectacles et parolier.

## Biographie

### Famille et vie personnelle
Il est né en 1949 à Argenteuil, d'une mère d'origine espagnole d'Andalousie, qui rencontra son père sur les marchés.
Il est marié à Christine Donzel, médecin onco-pneumologue. Il a eu deux enfants d'une précédente union : Stéphane Carlier, né en 1971, écrivain et Raphaël Carlier, alias Carlito du duo de vidéastes Mcfly et Carlito, humoriste, musicien, auteur et comédien, né en 1986. Auparavant, il a également été marié à Joséphine Dard, fille de l'écrivain Frédéric Dard, avec qui il a eu un fils, Antoine.

### Carrière

#### Jusqu'en 1990: contrôleur de gestion et directeur financier
Guy Carlier est titulaire d'une licence en sciences économiques à Nanterre et d'un diplôme d'études supérieures comptables et financières. Contraint de suivre le chemin de son beau-père chef comptable, il devient attaché de direction financière des peintures Tollens, puis employé de la société Becob, société d'exploitation de bois africain d'André Lévy, père de Bernard-Henri Lévy,. Il fut également directeur financier, entre autres, pour une société de décoration du milliardaire, armateur et vendeur d'armes saoudien, Adnan Kashoggi, comme il l'a révélé lui-même dans un entretien à L'Humanité.

#### 1989-2005: auteur de chansons
Après la faillite de la société de décoration susmentionnée en 1989, Guy Carlier commence à vivre de sa plume en écrivant des chansons, comme Y a pas que les grands qui rêvent la même année pour Melody, puis China Song pour Gilbert Bécaud, coécrit avec Pierre Delanoë et Gilbert Bécaud. Il écrit en 2005 la chanson Ce qui ne tue pas nous rend plus fort pour Johnny Hallyday sur l'album Ma vérité.
Parallèlement, il laisse des messages humoristiques sur le télé-répondeur de Jean-Luc Delarue sur Europe 1 pour amuser son fils Stéphane, se créant un personnage de professeur de mathématiques réactionnaire nostalgique de la télévision gaulliste, M. Zermati. Ses messages étant quasiment sélectionnés chaque jour, Delarue finit par l'inviter en studio et l'engage pour participer à la création de l'émission télévisée Ça se discute en 1994.

#### 1995-2006: débuts à la radio

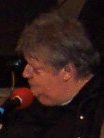
Guy Carlier au Fou du roi en 2003.

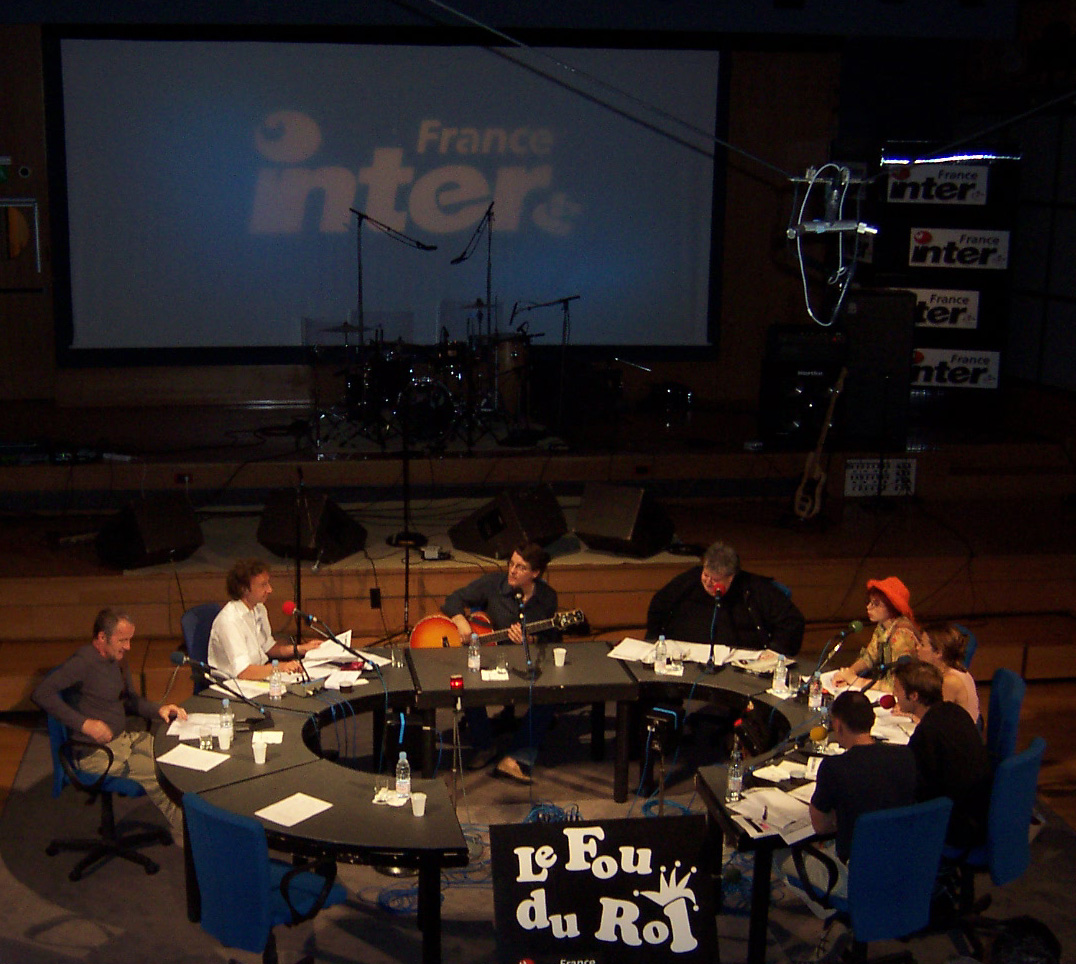
L'émission du Fou du roi en 2003.

Le 1er octobre 2008, Laurent Ruquier révèle dans son émission On va s'gêner sur Europe 1 que Guy Carlier a débuté dans l'émission radio de Jean-Luc Delarue sur Europe 1 (le 7-9), en laissant des messages sur le répondeur de l'émission. Très souvent, ses messages passaient à l'antenne : il aurait réclamé au bout d'un moment d'être rémunéré. Jean-Luc Delarue ayant refusé, Guy Carlier serait allé voir Laurent Ruquier avec tous ses messages dans des cassettes audio, et c'est ainsi qu'il aurait été engagé dans son émission sur France Inter[réf. nécessaire].
En 1995, sous le pseudonyme de Monsieur Le Tallec (ce personnage est présenté comme le « gaulliste de droite imposé par la direction pour lutter contre le gauchisme rampant »), Carlier écrit ses premières chroniques radiophoniques pour l'émission Dans tous les sens de Laurent Ruquier sur France Inter, en 1997. Fidèle à la station, il poursuit, après le départ de Ruquier, dans l'émission de Laurence Boccolini Rien à voir, en 1999 sur France Inter. En 2000, il rejoint l'émission de Stéphane Bern Le Fou du roi, toujours sur France Inter où il présente des chroniques sur la télévision. Parmi ses cibles favorites, les animateurs Pascal Bataille et Laurent Fontaine, Arthur et surtout Julien Lepers, dont il présente les propos comme des « leperseries ». Cela contribue pendant plusieurs années à créer une inimitié entre l'animateur de Questions pour un champion et le chroniqueur de France Inter.

#### 2004-2006: débuts à la télévision
En septembre 2004, Guy Carlier remplace Ariane Massenet dans l'émission télévisée de Marc-Olivier Fogiel On ne peut pas plaire à tout le monde sur France 3 dont la dernière émission a été diffusée le 11 juin 2006. Il exerce sa chronique Guy Carlier dans le bocal, où il fait souvent allusion à ses origines modestes, et ne manque pas d'épingler ses quelques têtes de Turc comme Évelyne Thomas incarnant Marianne, Carole Rousseau, qui intenta contre lui des poursuites judiciaires, et Élizabeth Teissier, qui faillit partir de l'émission après son allusion à sa relation supposée avec le président François Mitterrand. À partir de septembre 2005, il y pratique une nouvelle rubrique, Guy Carlier dans le plasma, spécialement consacrée à l'actualité télévisée.
En 2005, Carlier commente avec Julien Lepers le Concours Eurovision de la chanson se déroulant à Kiev, en Ukraine, pour France 3, ce qui scelle la réconciliation entre les deux hommes.

#### 2006-2011: chroniques régulières à la radio et à la télévision

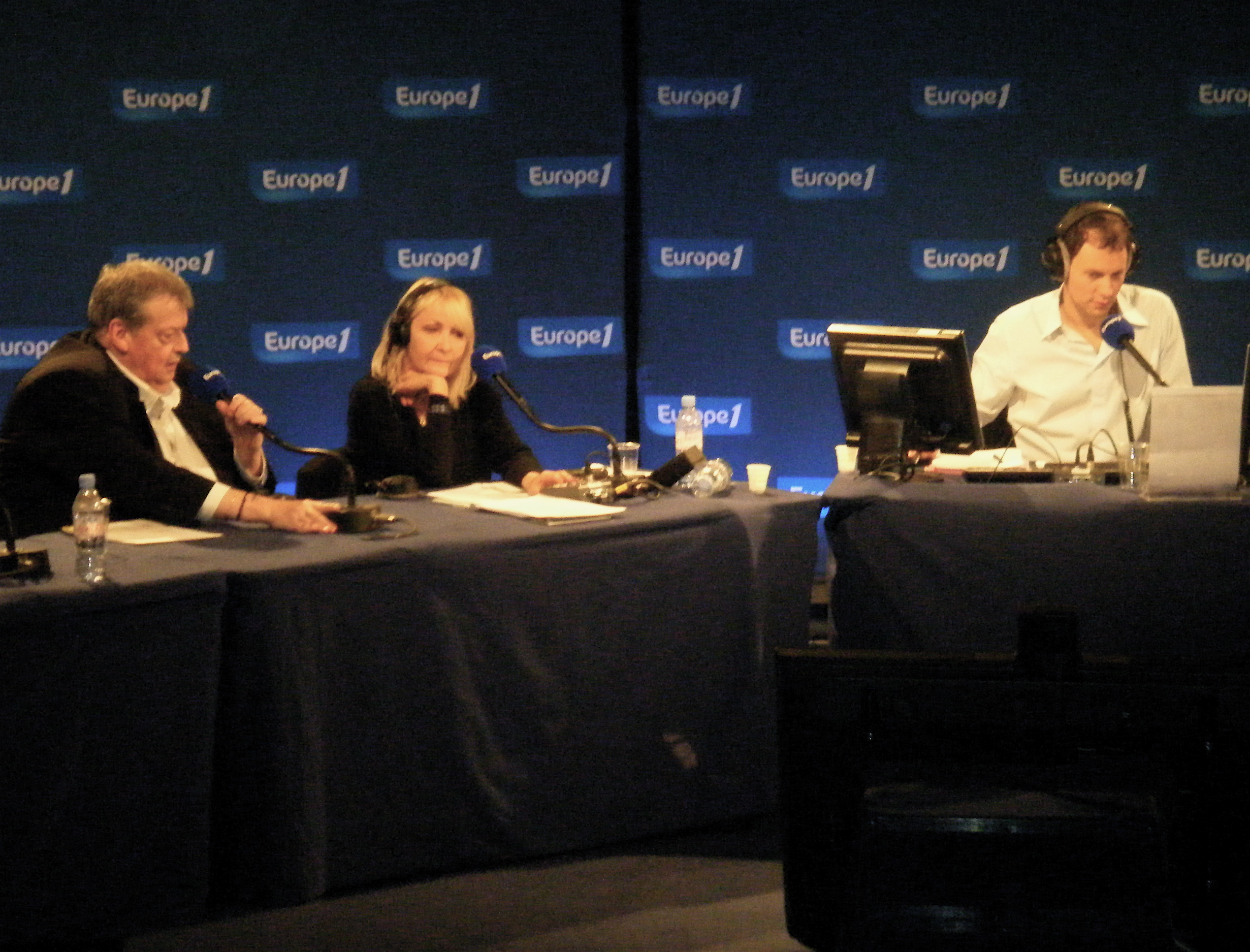
La matinale d'Europe 1 en 2009 à Toulouse.

En 2006 et 2007, Guy Carlier est chroniqueur sur France Inter, tous les matins, il a « carte blanche » juste avant le journal de 8 heures.
En janvier 2007, Carlier devient chroniqueur sur France 2 dans l'émission cinématographique Jour de Fête et dans l'émission footballistique France 2 Foot. Par ailleurs, jusqu'en juin 2007, il anima tous les matins à 7 h 54 sur France Inter une rubrique où il dressait une satire de l'actualité. Pendant la saison radio 2007-2008, Guy Carlier participe à l'émission On refait le monde sur RTL.
Fin août 2009, Carlier rejoint l'équipe de Marc-Olivier Fogiel dans la matinale d'Europe 1, où il présente, jusqu'au 24 juin 2011 une chronique intitulée « La douche froide de Guy Carlier ». Fan du club de l'AS Monaco, il réunit à l'Hôtel de Crillon les principaux joueurs de l'équipe monégasque des années 1960 à l'occasion de la parution de son livre Onze hommes au Paradis.

#### 2011-2022: scène, écriture et radio
En 2012, il coécrit avec François Rollin le premier spectacle de Catherine Laborde intitulé Avec le temps…
À la radio, Guy Carlier est chroniqueur, de la rentrée 2012 jusqu'en 2014, dans l'émission de radio de Laurent Ruquier On va s'gêner, sur Europe 1. En 2014, il suit Laurent Ruquier et rejoint Les Grosses Têtes sur RTL pendant une saison. À la rentrée 2016, il rejoint l'équipe de La Cour des grands d'Alessandra Sublet sur Europe 1. À la rentrée 2017, il devient chroniqueur quotidien dans l'émission Rien ne s'oppose à midi de Matthieu Noël sur Europe 1, ainsi que dans l’émission L'Équipe d'Estelle sur la chaîne L'Équipe. Guy Carlier retrouve Les Grosses Têtes en septembre 2018. 
En 2015, il publie son 15e livre, Chapelle Sixties, dictionnaire romancé d'une parenthèse enchantée, et son 16e livre en 2016, Qui veut tuer Mathieu Valbuena ?.
En 2018, il termine l'écriture de son spectacle Carl et Guitou. Après une lecture au théâtre de L'Européen, Thierry Suc décide de le produire et met en place une soixantaine de dates de rodage. La première de toutes ces dates est programmée le 17 mars à Clermont-Ferrand mais l’ensemble du projet est bouleversé en raison du confinement lié à la pandémie de Covid-19.
En mai 2019, il publie Moins 125, livre dans lequel il raconte l'enfer de sa boulimie qui l'a conduit à peser 250 kg et le parcours qui l'a amené à en perdre 125, ainsi que la biographie de Louis Bertignac, Jolie petite histoire. 
En 2021, il revient à la radio pour une chronique quotidienne pendant l'Euro de foot sur Sud Radio. Il enchaîne avec Carlier libre en septembre 2021 pour une première saison puis en septembre 2022 pour une deuxième saison. 
En 2021, son seul en scène Carl et Guitou voit enfin le jour au théâtre du Chien qui fume à Avignon, puis au théâtre des Mathurins à Paris de janvier à juin 2022 . 
En juillet et août 2022, il tient une chronique radiophonique quotidienne sur Sud Radio, Airs d’autoroute.

## Résumé de carrière

### Publications

#### Recueils de chroniques
- Splendeurs et misères du petit écran : chroniques, Éditions Hors Collection, 2001,  (ISBN 978-2266120890), rééd. Pocket 2002
- Nouvelles chroniques télé et Lettres matinales, Éditions Hors Collection, 2002,  (ISBN 978-2258058682), rééd. Pocket 2003
- J'vous ai apporté mes radios : lettres et chroniques, Éditions Robert Laffont, 2002,  (ISBN 978-2221098035), rééd. Pocket 2003
- Ultimes chroniques télé, Éditions Hors Collection, 2003,  (ISBN 978-2258060784), rééd. Pocket 2004
- Les nouveaux bijoux de chez Carlier : chroniques radio, Éditions Hors Collection, 2004,  (ISBN 978-2258060791), rééd. Pocket 2006
- J'peux pas plaire à tout le monde : une année de chroniques chez Fogiel, Éditions Robert Laffont, 2005,  (ISBN 978-2221103791), rééd. Pocket 2007
- Carlier libre : chroniques télé, Éditions Hors Collection, 2005,  (ISBN 978-2258065581), rééd. Pocket (Presses de la Cité) 2007
- 10 ans de télé ! Chroniques inédites et best-of, Éditions Hors Collection, 2005,  (ISBN 978-2258069404)
- Un an dans un bocal avec des thons et des requins, Ed. Hors Collection, 2006,  (ISBN 978-2258069381), rééd. Pocket 2008
- Longtemps, je me suis levé de bonne heure : chroniques matinales 2006-2007, éd. Hors Collection, 2007
- Douche froide et coups de chaleur : chroniques radio, Éditions Fetjaine, 2010
- Guy Carlier allume la télé : 100 chroniques inédites douces-amères, éd. Prisma, 2011
- Douche froide et vent de révolte : chroniques radio, éd. Fetjaine, 2011

Rééditions
- Chroniques de la connerie chronique : Splendeurs et misères du petit écran suivi de Nouvelles chroniques télé, éd. Hors Collection, 2004,  (ISBN 978-2258065345)
- Nouvelles chroniques de la connerie chronique : Ultimes chroniques télé suivi de Les nouveaux bijoux de chez Carlier, éd. Hors Collection, 2007,  (ISBN 978-2258073890)
- Chroniques de la connerie chronique, tome 3 : Carlier libre suivi de Un an dans le bocal, éd. Hors Collection, 2008

#### Essais et récits autobiographiques
- Le Cœur au ventre, éd. Plon, 2006,  (ISBN 978-2259202657)
- Inconvenances, insolences et impertinences, éd. Le Cherche midi, 2006,  (ISBN 978-2749105338)
- Pamphlet sur la télé-réalité, Ed. Seuil, 2007,  (ISBN 978-2020787604)
- Sauf le respect que je vous dois, Ed. Michel Lafon, 2007,  (ISBN 978-2749905952)
- Quelque chose de Johnny, éd. Plon, 2007
- Quand j'étais méchant, éd. Le Cherche midi, 2007
- Carlier intime, éd. Ramsay, 2008
- Nadine Morano, une chanson populaire, éd. Michel Lafon, 2009
- La Vie, l'amour, le foot, éd. Jean-Claude Gawsewitch, 2009
- Journal de curées de campagne, Éditions du moment, 2012
- Un Souvenir pour quand tu seras morte, éd. Plon, 2015
- Chapelle Sixties, dictionnaire romancé d'une parenthèse enchantée, éd. Le Cherche midi, 2015
- Qui veut tuer Mathieu Valbuena ?, éd. Le Cherche-midi, 2016
- Moins 125 - Amour monstre, éd. Le Cherche-midi, 2019

### Discographie (enregistrements de chroniques)
- Chroniques XXL - Best Of, 4 CD, Francis Dreyfus - Sony Music, 2003
- Chroniques 4XL - L'intégrale, 2 CD, Francis Dreyfus - Sony Music, 2003
- Le Meilleur de Guy Carlier, CD, Francis Dreyfus - Sony Music, 2004